# 卡纳乌巴杜什丹塔什
卡纳乌巴杜什丹塔什是巴西北大河州的一个市镇。总面积245.648平方公里，总人口7294人，人口密度29.7人/平方公里。